# Succentore
Il succentore (dal latino succentor, "uno che canta per secondo") nelle cattedrali antiche era colui che cantava salmi, preci e responsori dopo il precentore. Nelle cattedrali inglesi oggi il prete responsabile della liturgia e della musica è normalmente il precentore, ma alcune di esse, come la Cattedrale di San Paolo a Londra e la Cattedrale di Durham, hanno ancora un succentore. Anche l'Abbazia di Westminster mantiene questa tradizione. Il succentore è normalmente un canonico minore.
Esso era anche uno dei tre preti che conservavano le chiavi della cattedrale. Tra gli altri suoi compiti vi era: 
- l'istruzione dei novizi
- l'opera di libraio ed archivista e, quindi, la responsabilità della conservazione dei libri e di fornire i preti con i necessari libri per le orazioni
- la preparazione di brevi biografie dei preti morti (che poi venivano portate di chiesa in chiesa per dar notizia di chi era venuto a mancare).